# سنتز معدنی
سنتز معدنی یک مجموعه کتاب است که هدف آن انتشار روشهای «دقیق و بی پروا» برای سنتز ترکیبات معدنی است. اگرچه این سلسله کتابها ویرایش می‌شوند، اما معمولاً مانند یک مجله، بدون ذکر نام داوران یا سردبیر، به آنها مراجعه می‌شود. روشی که معمولاً برای مجموعه ارگانیک سینتسیس نیز دنبال می‌شود. 

## جسارتهای وابسته
- ارگانیک سینتسیس